# Rio della Fornace

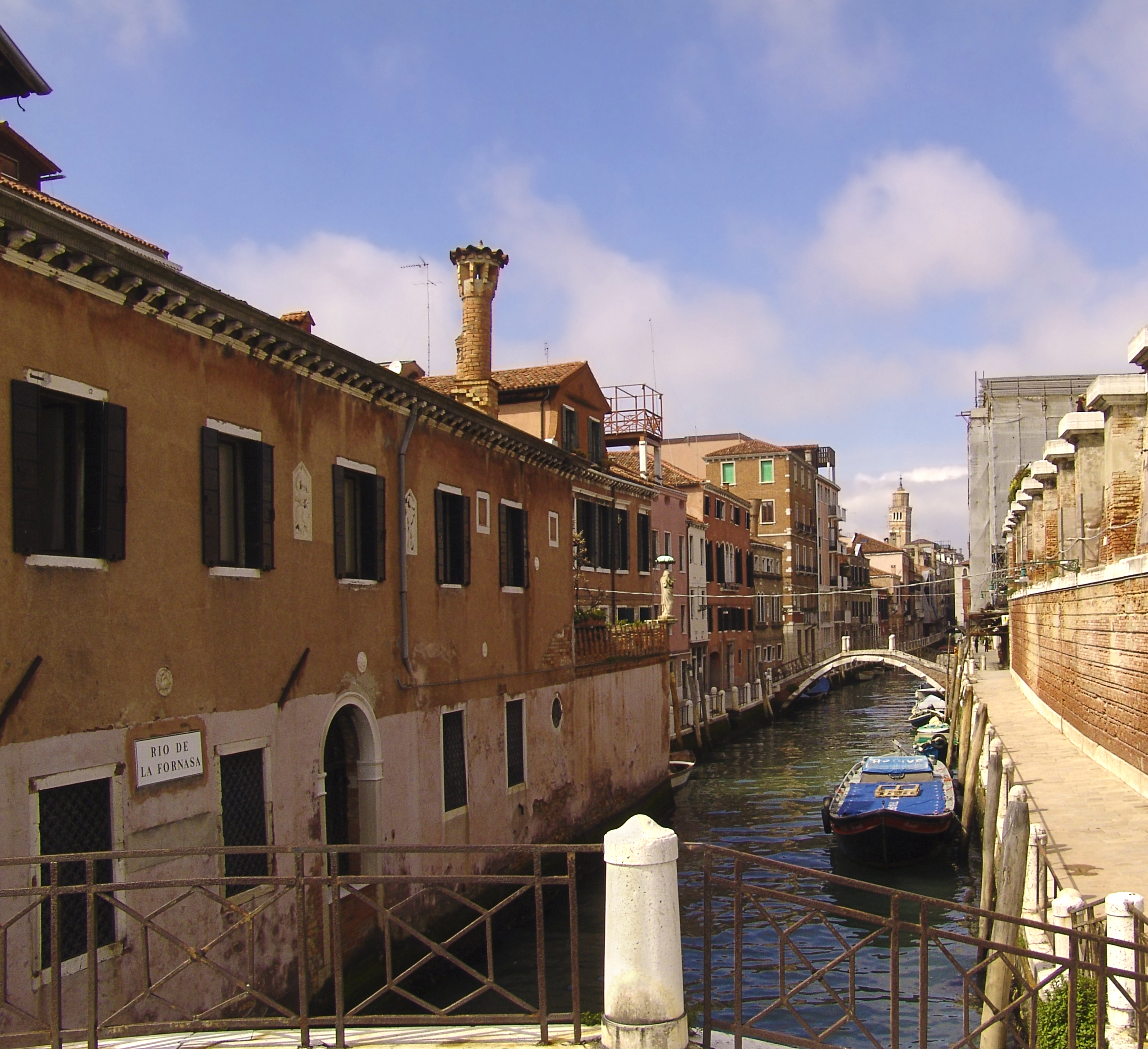
Le rio et le ponte Santi, vu du pont de Ca' Balà

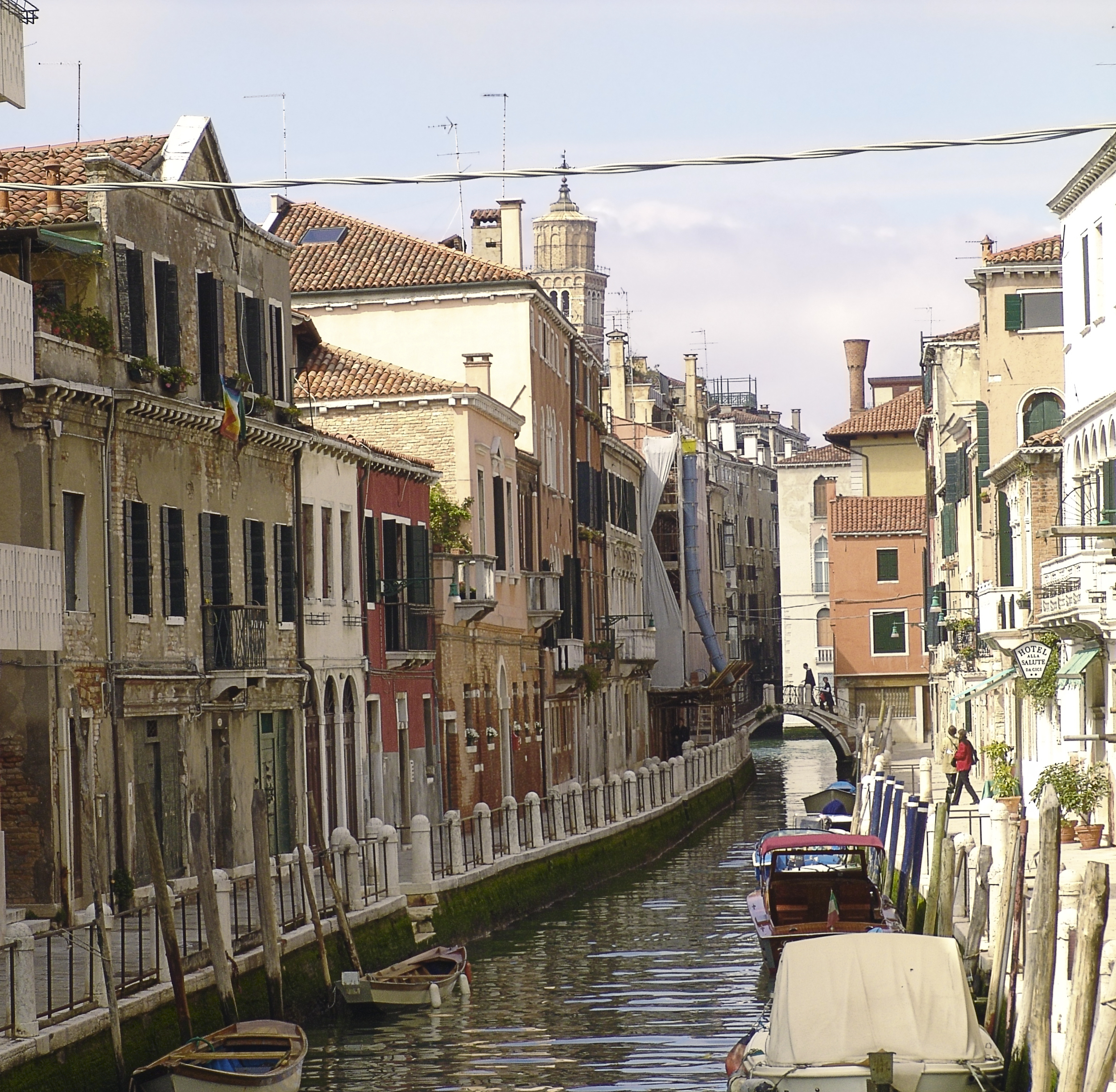
Le rio vu du ponte Santi

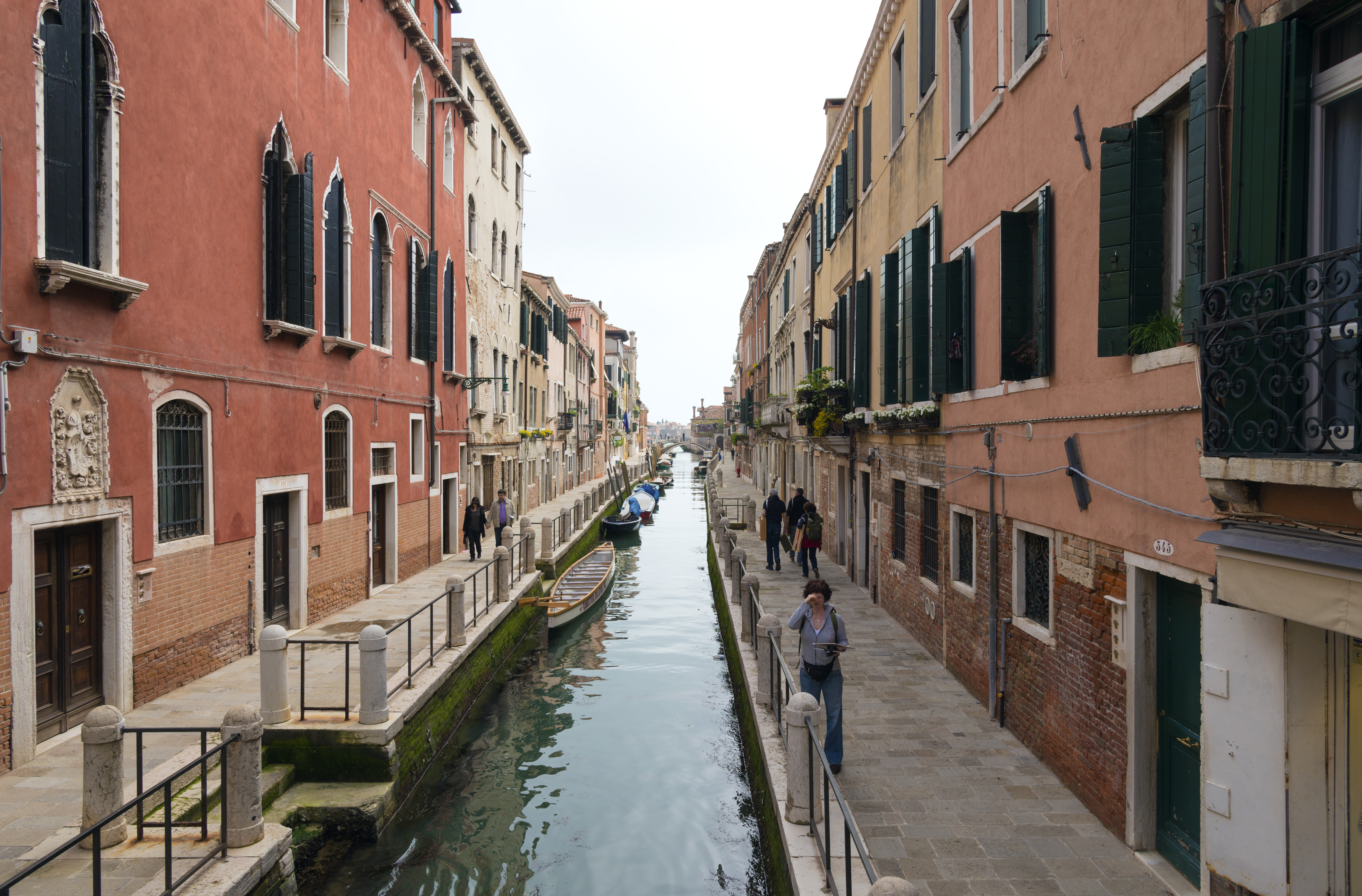
Le rio vu du ponte San Gregorio

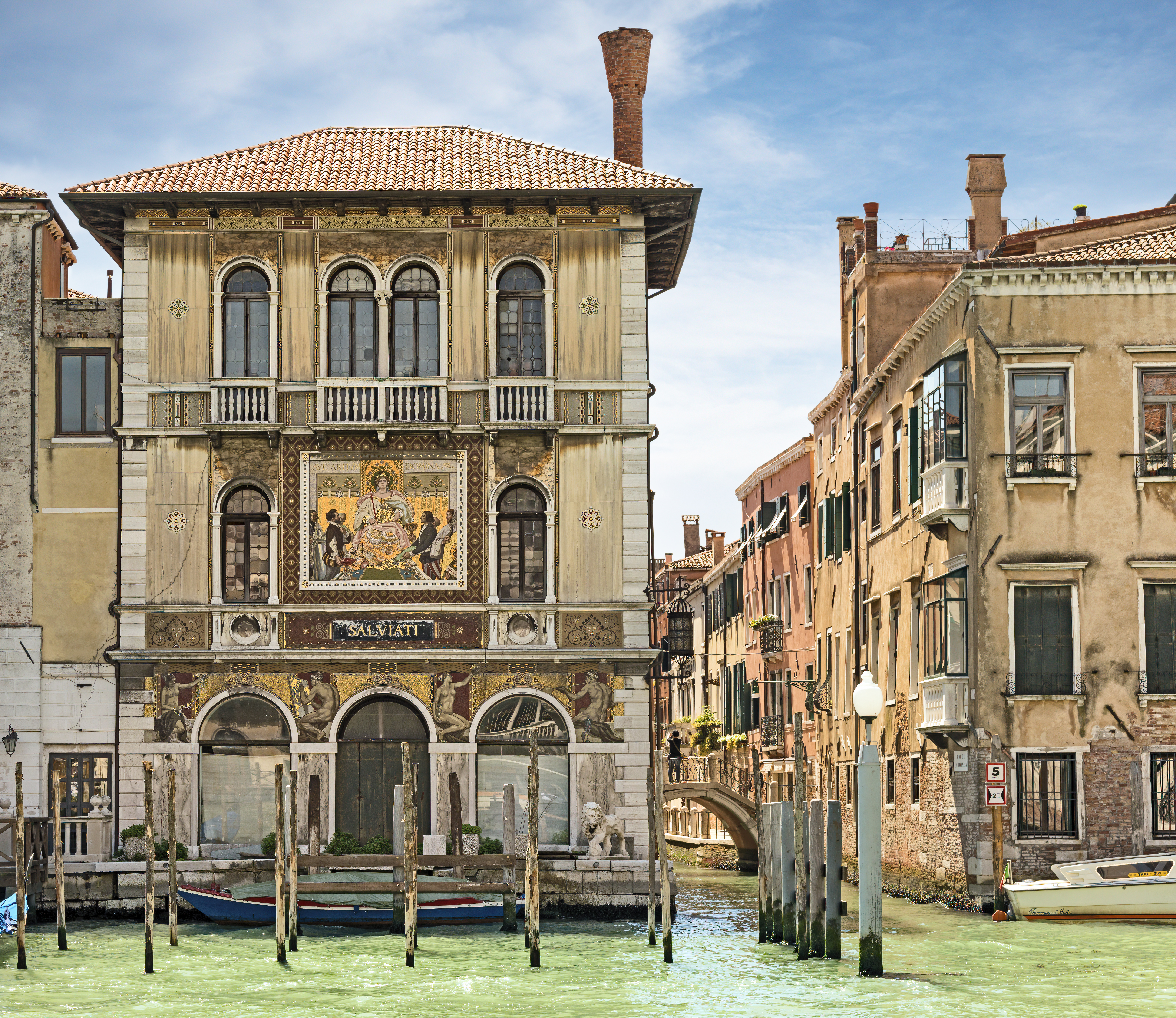
Le rio débouche à droite du palais Salviati

Le rio de la Fornasa (en vénitien: rio de la Fornace; canal du four) est un canal de Venise dans le sestiere de Dorsoduro. Il est aussi appelé rio di San Gregorio.

## Toponymie
Ce rio est appelé d'après un four à briques dans ce quartier.

## Description
Le rio de la Fornasa a une longueur d'environ 150 mètres. Il fait le lien entre le canal de la Giudecca et le Grand Canal de sud en nord.

## Situation
Ce rio débouche sur le Grand Canal entre le palais Dario et le palais Salviati.
- Il longe :
  - la fondamenta Soranzo sur son flanc est ;
  - les Fondamenta Soranzo de la Fornace et di Ca' Balà sur son flanc ouest.

## Ponts
Ce rio est traversé par trois ponts (du nord au sud) :
- Ponte San Gregorio  reliant le Calle del Bastion au Ramo Barbaro ;
- Ponte Santi ou de Mezzo reliant Fondamenta Soranzo de la Fornace et Fondamenta Ca' Balà ;
- Pont de Ca' Balà  sur le Fondamenta Zattere al Spirito Santo au canal de la Giudecca.

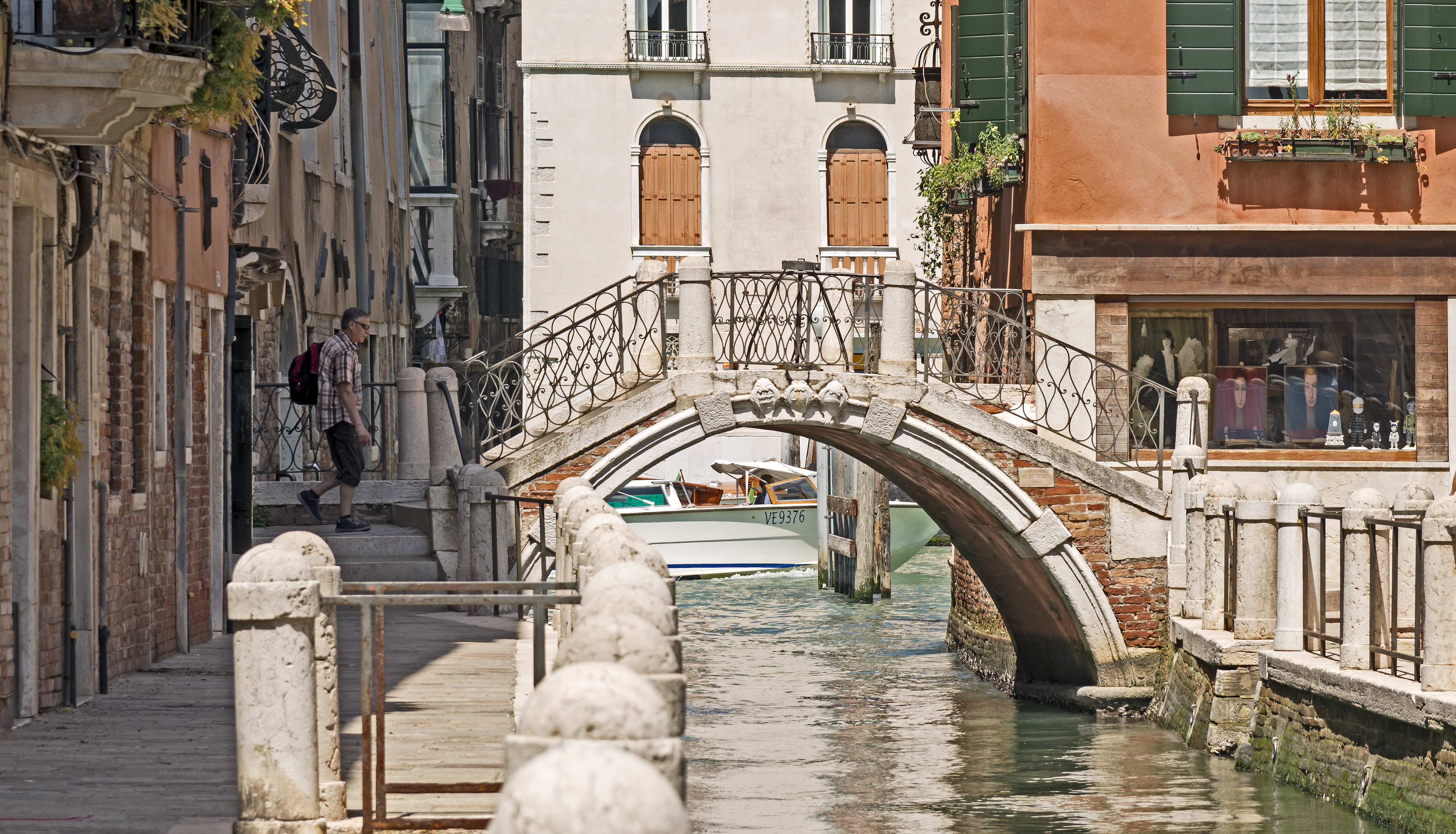
Ponte San Gregorio
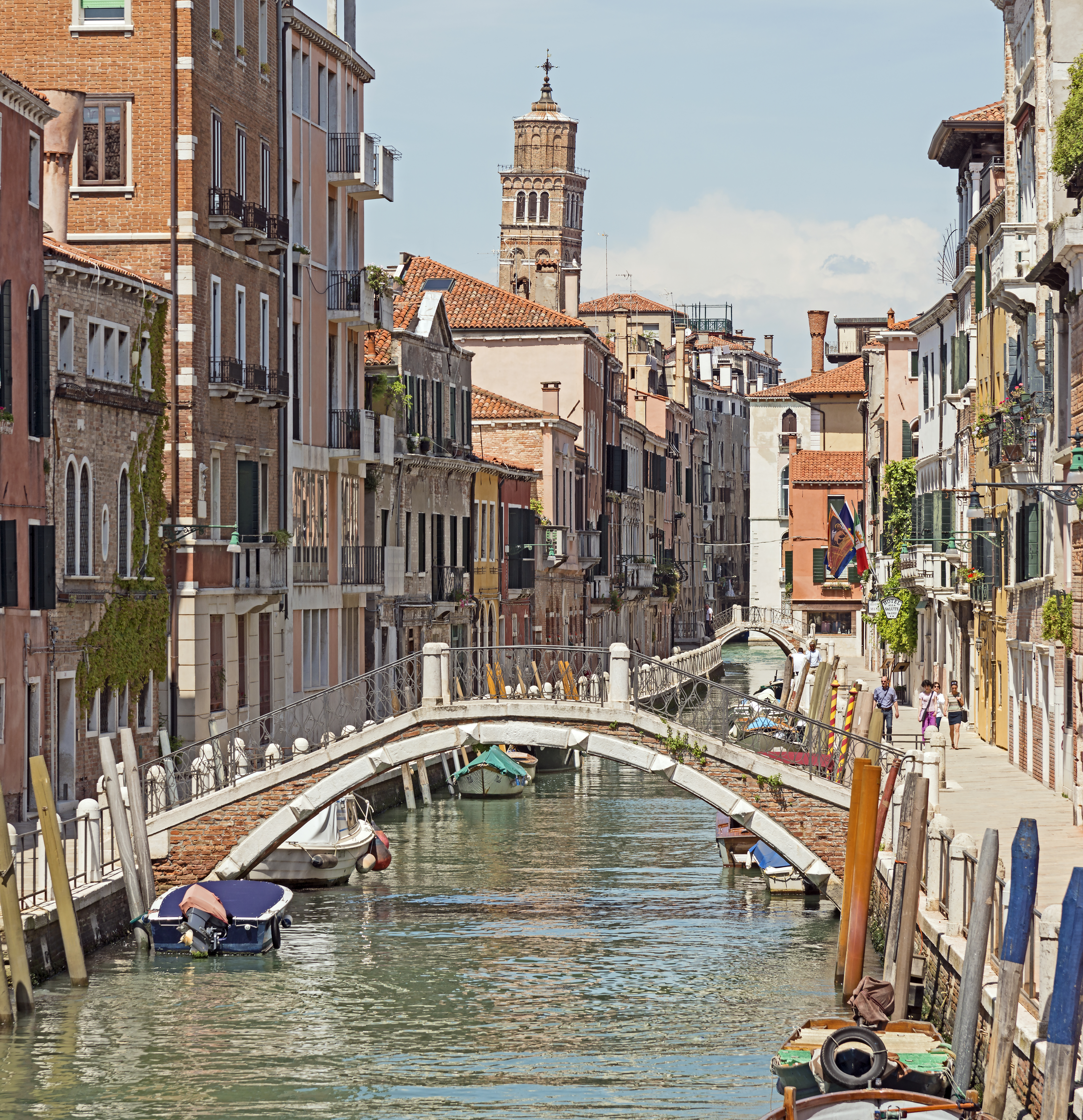
Ponte Santi ou de Mezzo
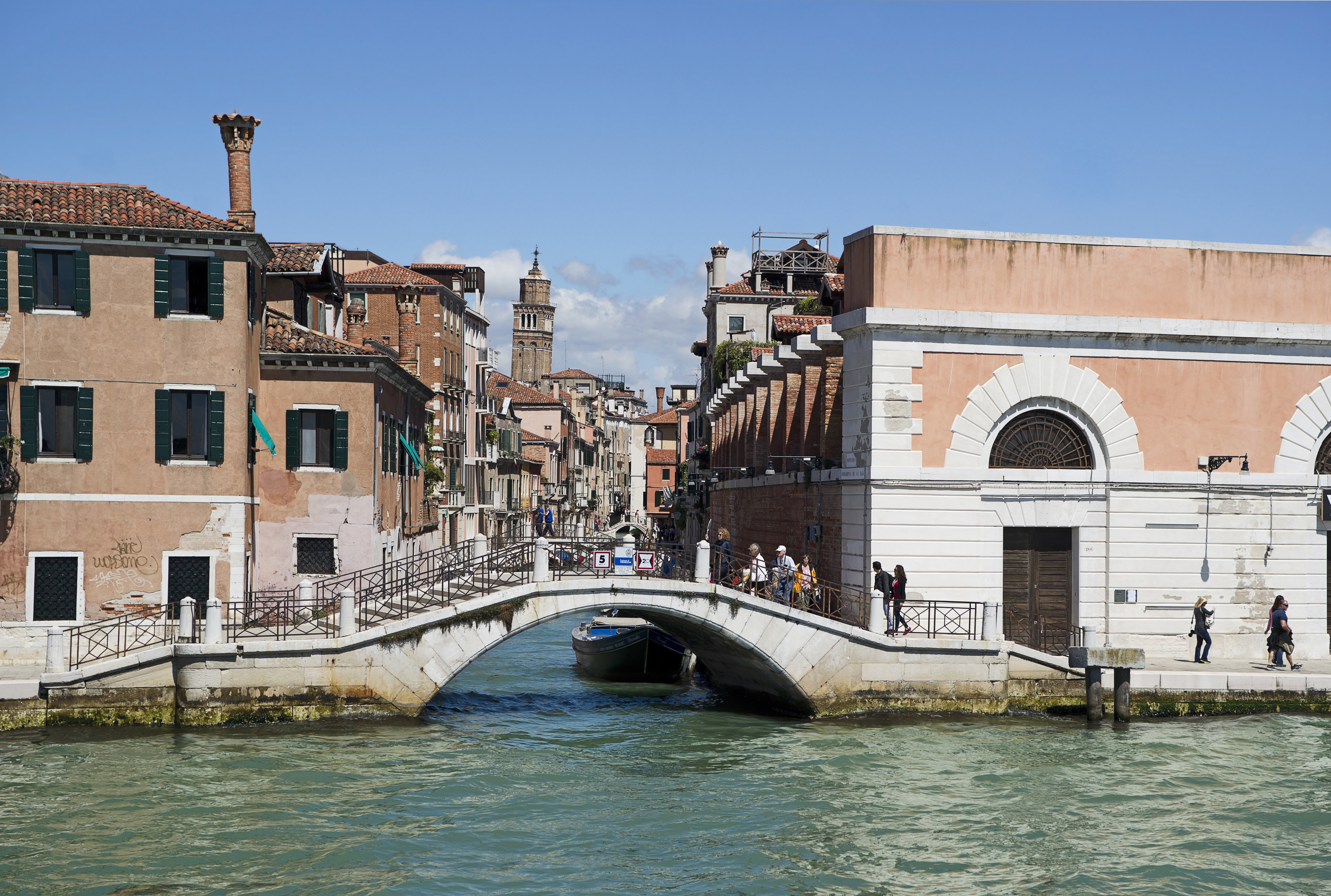
Pont de Ca' Balà